# Nowodanyliwka (rejon orichiwski)
Nowodanyliwka (ukr. Новоданилівка) – wieś na Ukrainie, w obwodzie zaporoskim, w rejonie orichiwskim. W 2024 liczyła 13 mieszkańców.